# Иродови синови
Иродови синови је документарно-аналитичка прича о геноциду над српским народом у Независној Држави Хрватској.
Филм посебну пажњу обраћа страдању деце, бавећи се узроцима овог свирепог злочина, откривајући истовремено његову дубину, улогу римокатоличке цркве, али и онога ко је деценијама био чувар ове страшне тајне и крашких јама.